# Trave (moto)

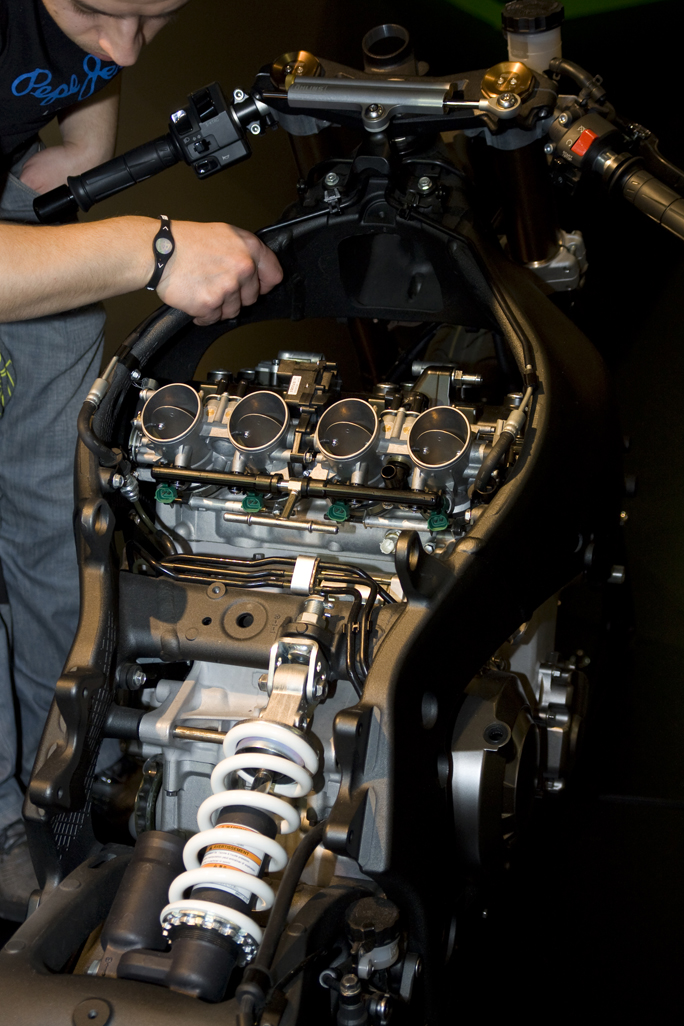
Motocicletta con bitrave perimetrale

Trave, anche detto canna è la parte superiore del telaio motociclistico, che solitamente collega l'avantreno con il forcellone posteriore, di solito viene accompagnato da una struttura inferiore chiamata culla, che serve a sostenere il propulsore
Nel gergo tecnico motociclistico il termine viene usato quale sostantivo maschile, ovvero "il trave".

## Principali conformazioni dei telai a trave
- Per numero di travi
  - Monotrave, è formato da un solo trave.
  - Bitrave, è formato da due travi gemelle, le quali se passano ai lati del motore e non sopra (o più in generale rimangono più interne rispetto al motore), il telaio prende il nome di perimetrale.
  - Monotrave sdoppiato, è formato da un solo trave che generalmente parte dal cannotto di sterzo (ma può partire anche dalle sedi del forcellone) che si sdoppia  (generalmente in corrispondenza alla parte terminale del proprulsore) e generalmente termina sdoppiato con la sede del perno motore/forcellone (ma può terminare al cannotto di sterzo).
- Per la struttura
  - Integro quando le travi sono saldate tra loro o sono un unico pezzo
  - Scomponibile l'esempio tipico sono i telai misti che hanno una struttura a traliccio e delle piastre saldate tra loro